# 田辺島通停留場
田辺島通停留場（たべしまどおりていりゅうじょう）は、高知県高知市大津にあるとさでん交通後免線の路面電車停留場。

## 歴史
田辺島通停留場は1910年（明治43年）の開業。とさでん交通の前身土佐電気鉄道によって葛島橋西詰停留場から鹿児停留場までの区間が開通したのと同日に設けられた。

### 年表
- 1910年（明治43年）10月15日：土佐電気鉄道の停留場として開業[1][2]。
- 2007年（平成19年）：後免町方面行きのりばにホームを設置。
- 2014年（平成26年）10月1日：土佐電気鉄道が高知県交通・土佐電ドリームサービスと経営統合し、とさでん交通が発足[3]。とさでん交通の停留場となる。

## 停留場構造
ホームは2面あり、2本の線路を挟み込むように配される。互いのホームは斜向かいに離れて位置していて、東に後免町方面行き、西にはりまや橋方面行きのホームがある。
後免町寄りに渡り線があり、はりまや橋方面への折り返し便も設定される。

## 停留場周辺
停留場名にある「田辺島」は、停留場の北方約1キロメートルの国分川河畔にある小山。かつてはその名の通り浦戸湾に浮かぶ島だった。停留場の脇には鹿児山があり、鹿児神社が鎮座する。
- 浜幸大津工場
- 舟入川
- 高知東郵便局
- 国道195号
- 高知県高知東警察署

## 隣の停留場
とさでん交通
後免線
鹿児停留場 - 田辺島通停留場 - 東新木停留場